# Rjóta Nagaki
Rjóta Nagaki (* 4. červen 1988) je japonský fotbalista.

## Klubová kariéra
Hrával za Shonan Bellmare, Kašima Antlers.

## Reprezentační kariéra
Rjóta Nagaki odehrál za japonský národní tým v roce 2016 celkem 1 reprezentační utkání.

## Statistiky
| Japonsko | Japonsko | Japonsko |
| Roky     | Záp.     | Góly     |
| -------- | -------- | -------- |
| 2016     | 1        | 0        |
| Celkem   | 1        | 0        |